# Малая комнатная муха
Малая комнатная муха (лат. Fannia canicularis) — вид мух из семейства Fanniidae.
Распространены по всему миру. Длина 4—6 мм. Продолжительность жизни 2—3 недели (в Центральной Европе за год появляется примерно семь поколений). Этих мух часто наблюдают на экскрементах или трупах позвоночных животных. Известны своим странным (с точки зрения человека) поведением — влетают в помещение и выписывают фигуры в его центре, часто вокруг лампы на потолке. Это патрульный полёт самцов. В дикой природе для подобных танцев мухи используют ветки деревьев. Личинки питаются всеми типами разлагающейся органики, включая падаль. В массе разводятся в помете домашних птиц. Могут вызывать фанниаз.